# Plectrocarpa
Plectrocarpa, rod južnoameričkog bilja iz porodice dvoliskovica, dio potporodice Larreoideae. Postoje dvije vrste polugrmova ili grmova rasprostranjenih u Argentini.

## Vrste
1. Plectrocarpa rougesii Descole, O'Donell & Lourteig; Argentina, provincije: Catamarca, La Rioja, Salta, Tucuman.
2. Plectrocarpa tetracantha Gillies ex Hook. & Arn.; Argentina, provincije: Catamarca, Cordoba, Jujuy, La Rioja, Mendoza, Santiago del Estero, San Juan, San Luis